# واهان آرتسرونی (پزشک)
واهان مارگاری آرتسرونی (ارمنی: Վահան Մարգարի Արծրունի؛ زادهٔ ۱۰ ژوئن ۱۸۵۷ - درگذشته ۲۹ ژوئیهٔ ۱۹۴۷) یک پزشک گوش و حلق و بینی و استاد اهل ارمنستان بود.

## زندگی‌نامه
در ۲۲ ژوئن [سبک قدیمی: ۱۰ ژوئن] ۱۸۵۷ در نور بایزید از پدر به نام مارگار آرتسرونی به دنیا آمد و از نخستین گیمانزیوم پسرانه تفلیس و دانشگاه پاریس (۱۸۸۵) فارغ‌التحصیل شد. وی عضو فرهنگستان ملی علوم ارمنستان بود. وی همچنین برنده نشان پرچم سرخ کار، مدال شجاعت کار و دانشمند شایسته ارمنستان شوروی شده است. وی در ۲۹ ژوئیهٔ ۱۹۴۷ در سن ۹۰ سالگی در ایروان درگذشت.

## نگارخانه

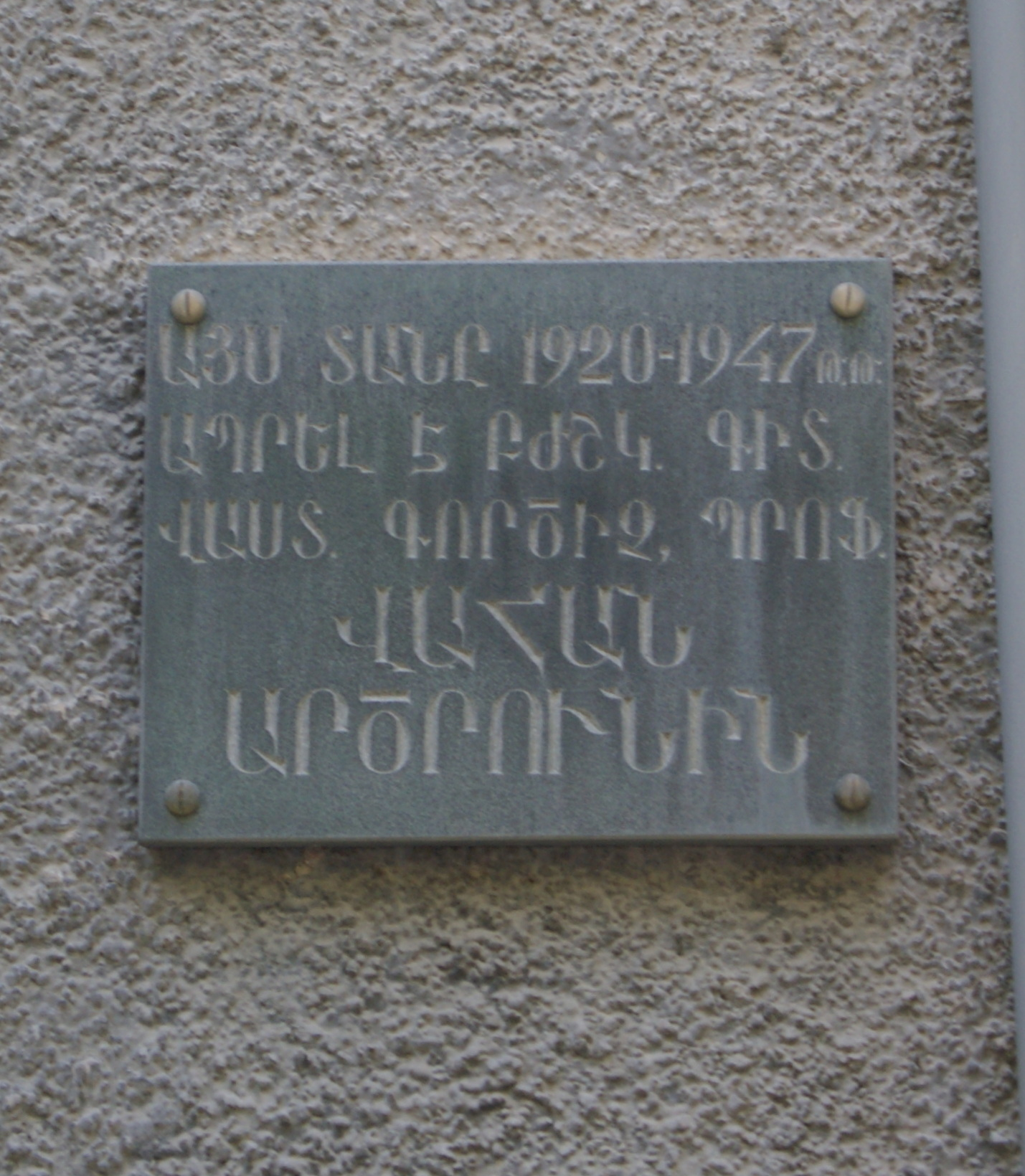

## یادداشت
1. ↑  բժշկական գիտությունների դոկտոր
2. ↑  Թիֆլիսի գիմնազիա